# Nanna Frank Møller
Nanna Frank Møller (født 26. februar 1972 i Ordrup)  er en dansk klipper, instruktør. Hun er uddannet fra Den Danske Filmskoles klippelinje i 1999.
Har klippet en lang række film, inden hun i 2007 debuterede som instruktør med dokumentarfilmen "Someone like You", om en omrejsende cirkustrup. Filmen vandt Grand Prix på Odense Filmfestival og førsteprisen ved DOK_Leipzigs Young Talent Documentary Competition.

## Filmografi
- Himlen over Zenica 	2024 	Instruktion
- Lars om Lilholt 	2023 	Fotograf
- De skygger vi arver 	2019 	Klippekonsulent
- Slette omstændigheder 	2018 	Klipper
- Lykkelænder 	2018 	Dramaturg, Konsulent
- Vold - i kærlighedens navn 	2017 	Klipper
- Ejersbo 	2015 	Klipper
- Et civiliseret land 	2014 	Instruktion, Manus, Klipper, Fotograf
- Lulu 	2014 	Klipper
- Mig og min far - hvem fanden gider klappe? 	2014 	Klipper
- Disportrait 	2014 	Klipper
- Identitetstyveriet 	2012 	Klip
- You & Me Forever 	2012 	Klipper
- Nogle gange kommer vinteren om natten 	2011 	Klip
- Pang pang brødre 	2011 	Klip
- De nøgne fra Skt. Petersborg 	2010 	Klip
- Hold om mig 	2010 	Klip
- Fever 	2010 	Klip
- En feminin dreng 	2009 	Instruktion, Manus, Foto
- Shanghai Space 	2009 	Instruktion, Foto
- Let's be together 	2008 	Instruktion, Foto
- Roskilde 	2008 	B-klipper
- Someone Like You 	2007 	Instruktion, Foto
- Verden i Danmark 	2007 	Klip
- De smås krig 	2007 	Klip
- Klinteskoven 	2007 	Klip
- One Day 	2007 	Konsulent
- Menneskenes land - min film om Grønland 	2006 	Klip
- Mig og dig 	2006 	Klip
- Bag det stille ydre 	2005 	Klip
- En gal, en elsker eller en poet 	2005 	Klip
- Min fars sind 	2005 	Klip
- Nede på jorden 	2004 	Klip
- Levende mirakler 	2004 	Klip
- Rejsen på ophavet 	2004 	Klip
- Urge 	2004 	Klip
- This is Me Walking 	2004 	Klip
- Regel nr. 1 	2003 	Klip
- Queenas 	2002 	Klip
- Nikolaj og Julie 	2002 	Klip
- Radiofolket 	2000 	Klip
- Danser 	2000 	Manus, Klip
- Tilbage til byen 	1999 	Klip
- Filmskolen 	1995 	Medvirkende
- Til døden os skiller 	1994 	Medvirkende
- Kald mig Liva 	1992 	Minna Jørgensen, skuespiller
- Dansen med Regitze 	1989 	Annie som ung
- Tonny Toupé show 	1985 	Henriette Hermansens veninde
- At ryge 	1977 	Produktionsassistent